# Nicolas Sarrebourse de Pontleroy
Nicolas Sarrebourse de Pontleroy est un ingénieur militaire et général français né le 12 juin 1717 à Marseille et mort à Château-Thierry le 6 août 1802.

## Biographie
Issu d'une famille du Berry et de l'Orléanais, Nicolas Sarrebourse de Pontleroy est le fils de Jacques Sarrebourse de Pontleroy de Beaulieu, premier échevin de Marseille, et de Madeleine Coustan (Constant / Constans).
Il opte pour la carrière militaire et entre dans le corps de génie en 1736. Il participe à la guerre de Succession d'Autriche, durant laquelle il se distingue en Italie. Capitaine en 1745, il est fait chevalier de l'ordre de Saint-Louis. 
En garnison à Perpignan en 1749 puis dans l'île de Ré, il passe à Louisbourg en 1755, sous les ordres de Louis Franquet, pour la reconstruction des fortifications. Durant une année, il arpente, dresse des cartes et participe à la construction de celles-ci. Il succède à Gaspard-Joseph Chaussegros de Léry en tant qu'ingénieur en chef de la Nouvelle-France en 1757. Bénéficiant de la recommandation de Franquet, il est préféré par le roi à Michel Chartier de Lotbinière, qui était lui soutenu par le gouverneur Rigaud de Vaudreuil.
Ayant rejoint Québec, il entretient de bonnes relations avec Louis-Joseph de Montcalm et Louis-Antoine de Bougainville, mais rencontre l'hostilité de Vaudreuil et de Lotbinière, le conduisant à écrire au ministre Massiac. Il accompagne Montcalm au fort Carillon en juin 1758 afin d'en reconnaître les environs et le mettre en état de défense. Dans son journal de campagne, Bougainville écrit à son sujet : « Il a le cœur droit et intègre, il est franc dans ses propos et vrai dans sa conduite. Il a une bonne théorie de son métier, assez de cette routine et de cette expérience de guerre qui font un bon ingénieur de campagne ». Loué par la cour de Versailles pour son travail et le rôle qu'il joue dans la victoire lors de bataille du 8 juillet, il est promu lieutenant-colonel le 20 octobre suivant. Il reçoit instructions de mettre les fortifications du Canada en état de parer l'offensive britannique attendue en 1759. Il rejoint le fort Frontenac, que Vaudreuil souhaitait qu'il soit reconstruit, mais Pontleroy juge le lieu indéfendable. À Québec, il considère les fortifications de la haute ville les plus faibles. Il commande le détachement du génie lors du dernier combat pour garder la Nouvelle-France. Il est fréquemment au combat et sert aux côtés de Montcalm lors de la bataille des Plaines d'Abraham. Prenant part au conseil de guerre tenu par Vaudreuil après la bataille, il vote avec la majorité, préférant une retraite à la contre-attaque souhaitée par le gouverneur.
Il renforce les ouvrages de défense à  Trois-Rivières et déconseille à François Gaston de Lévis de mener une attaque contre les postes avancés britanniques en recourant aux Canadiens en janvier 1760. Il met au point les travaux du siège en vue de l'attaque française contre Québec en 1760 et participe à la bataille de Sainte-Foy. Les Britanniques s'étant retirés à l'intérieur des murs de Québec, il est chargé par Lévis de la direction du siège de la ville, qui termine en échec.
Rentré en France avec Lévis en 1760, il continue de servir dans le corps de génie, connait une brève affectation à l'île de Malte (1761) sous François Charles de Bourlamaque.  Le 17 avril 1761, il épouse Élisabeth Arbalestre de Melun à Sedan. Il est le père du général Annibal Sarrebourse de Pontleroy (1767-1840).
Promu colonel en 1763 puis brigadier des armées du roi cinq ans plus tard, il est nommé directeur des fortifications pour le Soissonnais et la Picardie en 1770, puis pour le Dauphiné et la Provence sept ans plus tard. Il est promu maréchal de camp en 1780.

## Hommages
- Lac Pontleroy (ceb)
- Pontleroy Creek (ceb)
- Ruisseau Pontleroy (ceb)
- Pontleroy (canton)

## Sources
- SARREBOURCE DE PONTLEROY, NICOLAS - Dictionnaire biographique du Canada
- Notice dans un dictionnaire ou une encyclopédie généraliste :   - Dictionnaire biographique du Canada